# 랜치 핸드 작전

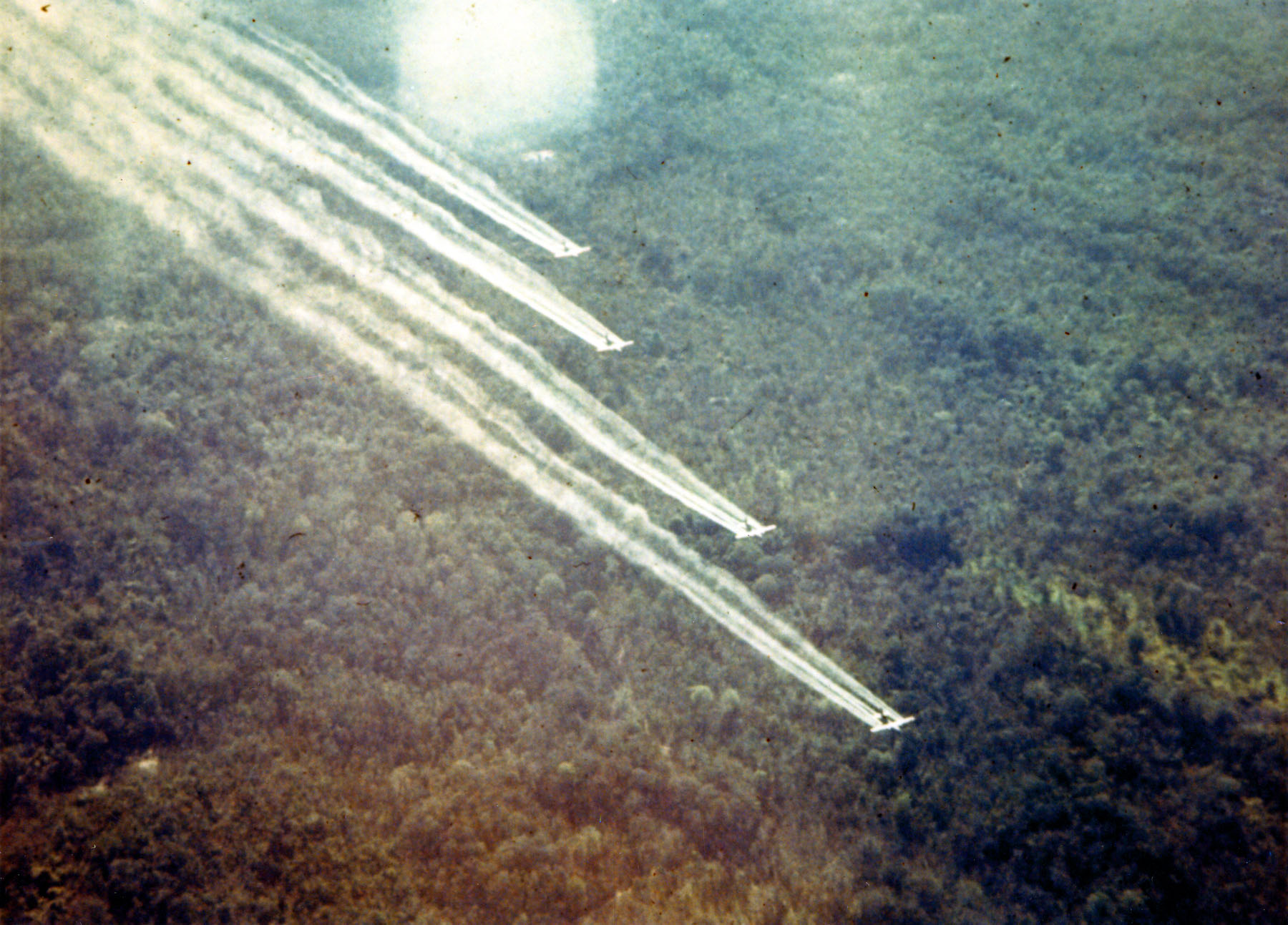
랜치 핸드 작전을 위해 제초제를 살포하는 4대의 미군 비행기

랜치 핸드 작전(Operation Ranch Hand)는 베트남 전쟁 중인 1962년부터 1971년에 걸쳐 진행된 미군의 군사 작전이다. 베트콩이 숨어있는 정글을 없애는 동시에, 적의 식량을 빼앗는 목적으로 베트남 공화국의 농촌 일대에 약 1,200만 갤런의 고엽제를 살포했다. 이 작전은 《제네바 협약》 위반이라는 비난을 받았다.

## 고엽제
이 작전을 위해 다우 케미컬과 몬산토 같은 화학 제조 업체는 다음과 고엽제 생산을 명령 받았다
- 에이전트 오렌지 (Agent Orange)
- 에이전트 화이트 (Agent White)
- 에이전트 퍼플 (Agent Purple)
- 에이전트 핑크 (Agent Pink)
- 에이전트 그린 (Agent Green)
- 에이전트 블루 (Agent Blue)

이 중 가장 많이 사용된 것은 에이전트 오렌지이며, 현재는 고농도의 다이옥신의 혼합물인 것으로 알려져 있다. 1,200만 갤런 이상의 에이전트 오렌지나 기타 고엽제가 미군 항공기로 동남아시아에 살포되었다.
2005년 뉴질랜드 정부는 분쟁에서 미군에 오렌지 물질을 공급하였다고 입증했다. 1960년대 초반부터 1987년까지 2,4,5-T 농약이 뉴플리머스 공장에서 제조되어 동남아시아의 미군기지 해상 수송되었다는 증언을 하였다.

## 작전
랜치 핸드 작전의 중점 지역은 메콩 강 삼각주 지대이며, 여기서는 미국 해군의 초계 함정이 수면 아래에서 자라는 덤불에 숨어있는 적의 공격으로부터 피해를 당하기 쉬웠다. 이 작전은 1971년 오월에 남베트남 공군의 응웬 센 공군 기지에서 끝을 맺었다.

## 같이 보기
- 베트남 전쟁
- 화학 무기
- 고엽제
- 미국의 대량살상무기